# Hangtime
Hangtime is een aanduiding voor de tijd die een kitesurfer tijdens een sprong in de lucht doorbrengt. Wanneer een surfer een sprong maakt, begint de hangtime. Hoe langer de surfer in de lucht blijft, hoe langer de hangtime. 
Tijdens internationale wedstrijden (PKRA), is er ook een speciaal onderdeel waarbij het de bedoeling is dat je als kiter zo lang mogelijk in de lucht blijft. Wanneer een kiter een "bigair" maakt, is de kans op een langere tijd in de lucht veel groter, zo niet vanzelfspreken maar daar is wel een aanzienlijke hoeveelheid wind bij nodig.